# Clive Owen
Clive Owen (Coventry, 3 ottobre 1964) è un attore britannico.
Nel 2005 ha vinto un Golden Globe e un BAFTA, oltre a essere stato nominato all’Oscar come miglior attore non protagonista, per il film Closer. Inoltre ha ottenuto una seconda nomination ai Golden Globe e una agli Emmy Awards per Hemingway & Gellhorn. Nel 2015 ha ricevuto la sua terza nomination come miglior attore in una serie TV ai Golden Globe per il suo ruolo da protagonista nella serie The Knick.

## Biografia
Clive Owen è il quarto di cinque fratelli. Il padre, il cantante country Jess Owen, abbandona la famiglia nel 1967, quando Clive ha appena tre anni. Cresciuto con la madre e il patrigno, si avvicina alla recitazione nel 1984. Frequenta con profitto la Royal Academy of Dramatic Art con Ralph Fiennes e nel 1987 si diploma. Inizia la sua attività nei teatri, interpretando Shakespeare (tra cui Romeo e Giulietta), e appare nel 1990 in alcune fortunate serie televisive britanniche.

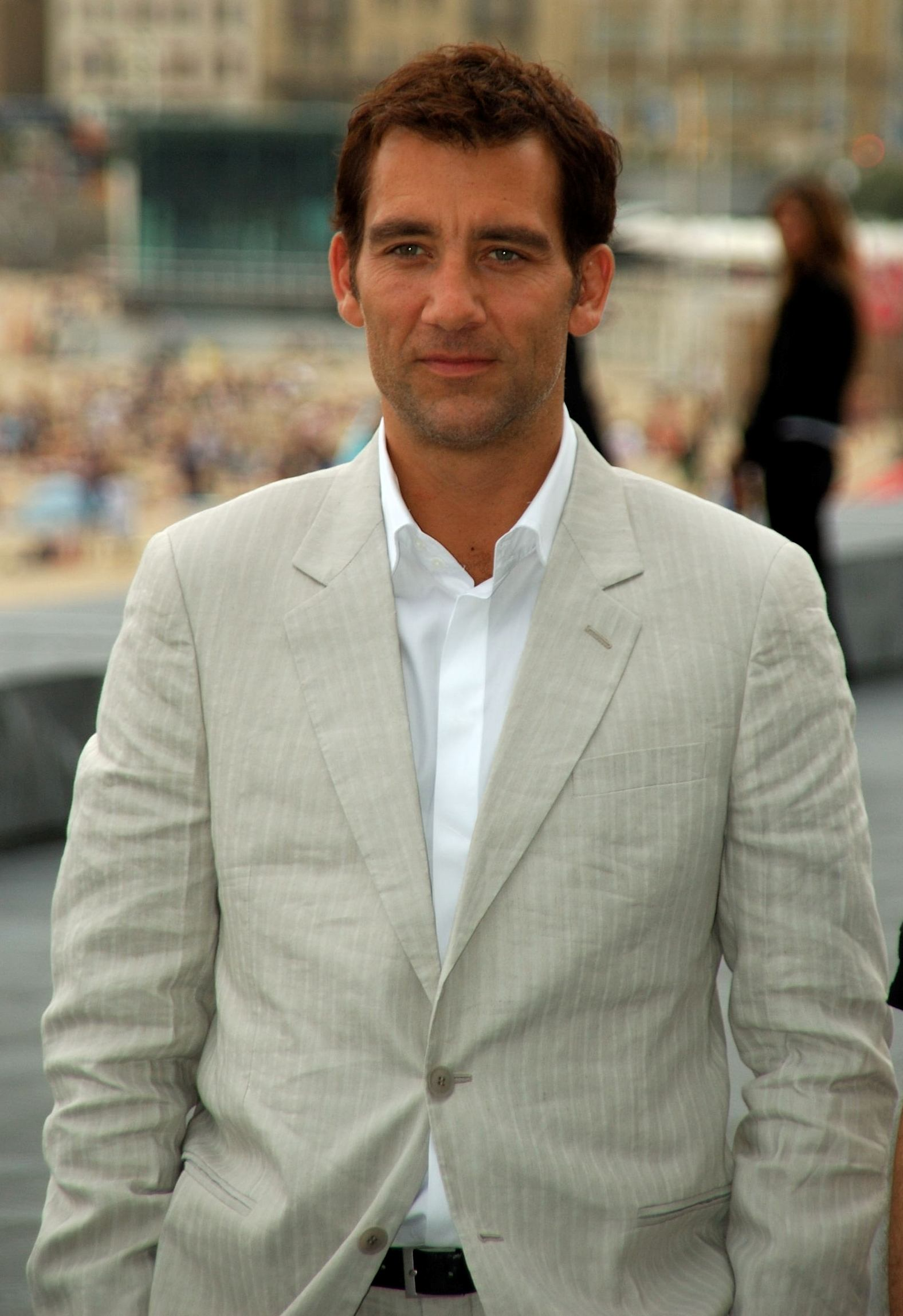
Clive Owen al Festival Internazionale del Cinema di San Sebastián 2005

Owen inizia nel 1988 con un'apparizione in Vroom. Il film che lo fa conoscere al grande pubblico è Close My Eyes, che ottiene un buon successo di critica. Alterna la sua attività fra teatro e studi di ripresa, e nel 1998 la sua interpretazione in Il colpo - Analisi di una rapina di Mike Hodges suscita l'interesse dei produttori di Hollywood, e due anni dopo affianca Helen Mirren in Pollice verde. Le sue capacità colpiscono Robert Altman, che lo chiama per Gosford Park, dove interpreta il personaggio di Robert Parks. Nel 2001 è protagonista degli otto cortometraggi BMW. Nel 2004 interpreta il ruolo di Artù in King Arthur, al fianco di Keira Knightley.
Nel 2005 recita in Closer di Mike Nichols, nella parte di Larry, mentre nella versione teatrale interpretava Dan. Owen conquista il grande successo e ottiene infatti un Golden Globe, un BAFTA e una candidatura all'Oscar al miglior attore non protagonista.  Gli viene offerto il ruolo di James Bond per il film dell'agente 007 di imminente realizzazione, ma Owen rifiuta asserendo che Bond è un personaggio "ormai vecchio" (il ruolo andrà a Daniel Craig). Poi è la volta di Sin city noir scritto a quattro mani da Frank Miller e Robert Rodriguez e con la partecipazione di Quentin Tarantino. Un altro dei suoi grandi successi è Inside Man, nel ruolo di Dalton Russell, ladro istruito assieme a Denzel Washington. Poi è la volta di Derailed - Attrazione letale con Jennifer Aniston passando poi a I figli degli uomini.
Nel 2007 veste i panni del corsaro Walter Raleigh, insieme a Cate Blanchett, nello storico Elizabeth: The Golden Age, sequel di Elizabeth. Interpreta poi il misterioso Mr Smith in Shoot 'Em Up - Spara o muori! insieme a Monica Bellucci e Paul Giamatti. Nel 2009 interpreta un padre rimasto vedovo nel film Ragazzi miei, di Scott Hicks, tratto dal libro The Boys Are Back in the Town. Inoltre interpreta The International con Naomi Watts e Duplicity con Julia Roberts. Nel 2010 recita in Trust, nel 2011 in Killer Elite e nell'horror Intruders. Tra i suoi ultimi lavori, Hemingway & Gellhorn (2012) di Philip Kaufman con Nicole Kidman e Blood Ties - La legge del sangue (2013). Nello stesso anno viene premiato a Berlino come miglior attore internazionale vincendo la Golden Camera.
È stato testimonial della casa cosmetica francese Lancôme e poi del profumo Bulgari Man di Bulgari, mentre nel 2012 è stato testimonial della vodka londinese "Three Olives". È stato inoltre la voce narrante della serie di documentari Being: Liverpool, dove viene raccontata la storia della squadra inglese. Nel 2015 è protagonista accanto a Morgan Freeman del film d'azione Last Knights, diretto da Kazuaki Kiriya. Nel 2016 torna come protagonista dei cortometraggi prodotti dalla BMW, dal titolo The Escape.

### Vita privata
Durante la carriera teatrale, sul set di Romeo e Giulietta, Owen incontra l'attrice Sarah-Jane Fenton, che sposa il 6 marzo 1995 e dalla quale ha due figlie: Hannah (1997) e Eve (1999).

## Filmografia

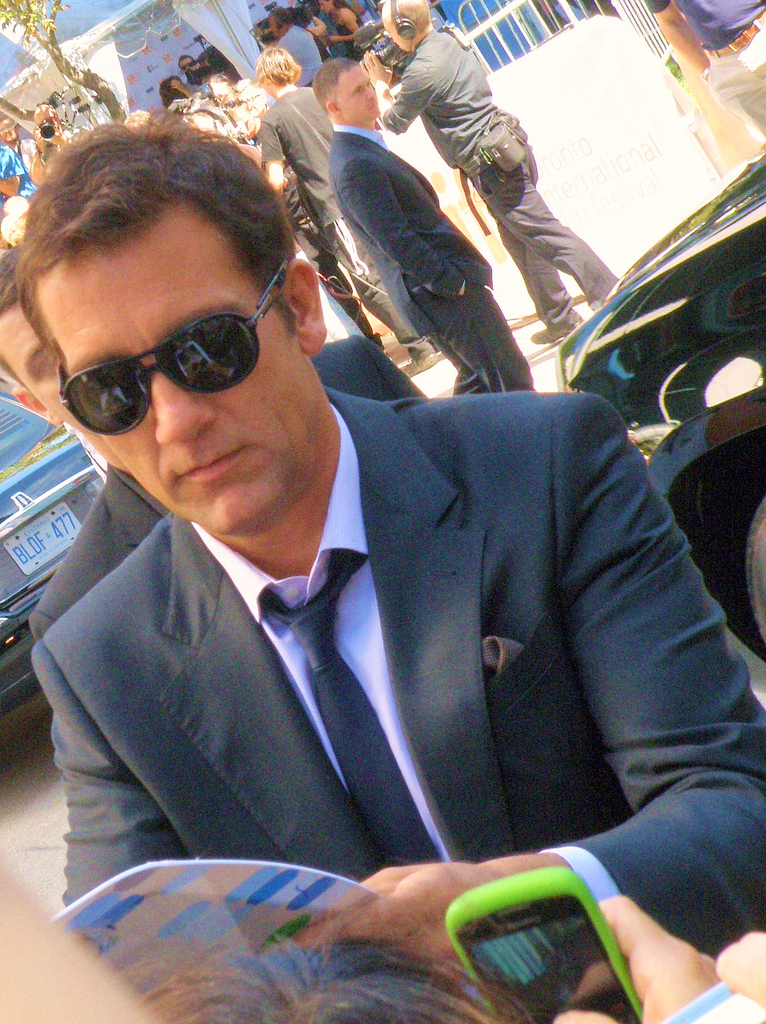
Clive Owen al Toronto International Film Festival 2011

### Cinema
- Vroom, regia di Beeban Kidron (1988)
- Close My Eyes, regia di Stephen Poliakoff (1991)
- La moglie di un uomo ricco (The Rich Man's Wife), regia di Amy Holden Jones (1996)
- Bent, regia di Sean Mathias (1997)
- Il colpo - Analisi di una rapina (Croupier), regia di Mike Hodges (1998)
- Pollice verde (Greenfingers), regia di Joel Hershman (2000)
- Gosford Park, regia di Robert Altman (2001)
- The Bourne Identity, regia di Doug Liman (2002)
- I'll Sleep When I'm Dead, regia di Mike Hodges (2003)
- Amore senza confini (Beyond Borders), regia di Martin Campbell (2003)
- The Hire, regia di Joe Carnahan, John Frankenheimer e Alejandro González Iñárritu - cortometraggio (2003)
- King Arthur, regia di Antoine Fuqua (2004)
- Closer, regia di Mike Nichols (2004)
- Sin City, regia di Frank Miller e Robert Rodriguez (2005)
- Derailed - Attrazione letale (Derailed), regia di Mikael Håfström (2005)
- La Pantera Rosa (The Pink Panther), regia di Shawn Levy (2006) - cameo non accreditato
- Inside Man, regia di Spike Lee (2006)
- I figli degli uomini (Children of Men), regia di Alfonso Cuarón (2006)
- Shoot 'Em Up - Spara o muori! (Shoot 'Em Up), regia di Michael Davis (2007)
- Elizabeth: The Golden Age, regia di Shekhar Kapur (2007)
- The International, regia di Tom Tykwer (2009)
- Duplicity, regia di Tony Gilroy (2009)
- Ragazzi miei (The Boys Are Back), regia di Scott Hicks (2009)
- Trust, regia di David Schwimmer (2010)
- Killer Elite, regia di Gary McKendry (2011)
- Intruders, regia di Juan Carlos Fresnadillo (2011)
- Doppio gioco (Shadow Dancer), regia di James Marsh (2012)
- Blood Ties - La legge del sangue (Blood Ties), regia di Guillaume Canet (2013)
- Words and Pictures, regia di Fred Schepisi (2013)
- Last Knights, regia di Kazuaki Kiriya (2015)
- The Confirmation, regia di Bob Nelson (2016)
- The Escape, regia di Neill Blomkamp - cortometraggio (2016)
- Valerian e la città dei mille pianeti (Valerian and the City of a Thousand Planets), regia di Luc Besson (2017)
- Ofelia - Amore e morte (Ophelia), regia di Claire McCarthy (2018)
- Anon, regia di Andrew Niccol (2018)
- The Informer - Tre secondi per sopravvivere (The Informer), regia di Andrea Di Stefano (2019)
- Gemini Man, regia di Ang Lee (2019)
- The Song of Names - La musica della memoria (The Song of Names), regia di François Girard (2019)
- Guida romantica a posti perduti, regia di Giorgia Farina (2020)
- Cleaner, regia di Martin Campbell (2025)

### Televisione
- Chancer – serie TV, 20 episodi (1990-1991)
- Sharman – serie TV, 4 episodi (1996)
- Second Sight – serie TV, 8 episodi (2000-2001)
- Strada per l'inferno (Beat the Devil), regia di Tony Scott – cortometraggio pubblicitario prodotto dalla BMW facente parte di una serie di otto denominata The Hire (2002)
- Hemingway & Gellhorn, regia di Philip Kaufman – film TV (2012)
- The Knick – serie TV, 20 episodi (2014-2015)
- La storia di Lisey (Lisey’s Story), regia di Pablo Larraín – miniserie TV, 8 puntate (2021)
- American Crime Story – serie TV, 10 episodi (2021)
- A Murder at the End of the World – serie TV (2023)
- Monsieur Spade, regia di Scott Frank – miniserie TV, 6 puntate (2024)

## Teatro
- The Cat and the Canary di John Willard, regia di Stephen Barry. Palace Theatre di Watford (1987)
- Il cascamorto di George Bernard Shaw, regia di Brian Cox. Hampstead Theatre di Londra (1991)
- Il dilemma del dottore di George Bernard Shaw, regia di James Maxwell. Hampstead Theatre di Londra (1991)
- A Day in the Life of Joe Egg di Peter Nichols, regia di Lisa Forrell. King's Head Theatre di Londra (1993)
- Partita a quattro di Noël Coward, regia di Sean Mathias. Donmar Warehouse di Londra (1994)
- Closer, testo e regia di Patrick Marber. National Theatre di Londra (1997)
- A Day in the Life of Joe Egg di Peter Nichols, regia di Laurence Boswell. Duke of York's Theatre di Londra (2001)
- Vecchi tempi di Harold Pinter, regia di Douglas Hodge. American Airlines Theatre di Broadway (2015)
- M. Butterfly di David Henry Hwang, regia di Julie Taymor. Cort Theatre di Broadway (2017)
- La notte dell'iguana di Tennessee Williams, regia di James Macdonald. Noël Coward Theatre di Londra (2019)

## Riconoscimenti
- Premio Oscar
  - 2005 – Candidatura per il migliore attore non protagonista per Closer

- Golden Globe
  - 2005 – Miglior attore non protagonista per Closer
  - 2013 – Candidatura per il miglior attore in una mini-serie o film per la televisione per Hemingway & Gellhorn

- Screen Actors Guild Award
  - 2002 – Miglior cast per Gosford Park
  - 2013 – Candidatura per il miglior attore protagonista in una miniserie o film per la televisione per Hemingway & Gellhorn

- Premi BAFTA
  - 2005 – Miglior attore non protagonista per Closer

- Premio Emmy
  - 2012 – Candidatura per il miglior attore protagonista in una miniserie o film per la televisione per Hemingway & Gellhorn

- Critics' Choice Awards
  - 2002 – Miglior cast corale per Gosford Park
  - 2005 – Candidatura per il miglior attore non protagonista per Closer
  - 2005 – Candidatura per il miglior cast per Closer
  - 2006 – Candidatura per il miglior cast per Sin City

- Satellite Award
  - 2002 – Miglior cast per Gosford Park
  - 2005 (gennaio) – Candidatura per il miglior attore non protagonista per Closer
  - 2007 – Candidatura per il migliore attore protagonista in un film commedia o musicale per Shoot 'Em Up - Spara o muori!
  - 2012 – Candidatura per il miglior attore protagonista in una miniserie o film per la televisione per Hemingway & Gellhorn
  - 2022 – Candidatura per il miglior attore protagonista in una miniserie o film per la televisione per Impeachment: American Crime Story

- Saturn Award
  - 2007 – Candidatura per il miglior attore per I figli degli uomini

- Las Vegas Film Critics Society Awards
  - 2004 – Miglior attore non protagonista per Closer

- National Board of Review Awards
  - 2005 – Miglior cast condiviso con Julia Roberts, Natalie Portman e Jude Law per Closer

- MTV Movie Awards
  - 2006 – Candidatura per il miglior bacio condiviso con Rosario Dawson per Sin City

- Central Ohio Film Critics Association Awards
  - 2006 – Miglior attore dell'anno per Inside Man e I figli degli uomini

- Golden Camera
  - 2013 – Miglior attore internazionale

## Doppiatori italiani
Nelle versioni in italiano delle opere in cui ha recitato, Clive Owen è stato doppiato da:
- Fabio Boccanera in Second Sight, King Arthur, Sin City, Derailed - Attrazione letale, Inside Man, I figli degli uomini, Elizabeth: The Golden Age, Duplicity, Ragazzi miei, Trust, Killer Elite, Intruders, Doppio gioco, Hemingway & Gellhorn, The Knick, Last Knights, American Crime Story, Valerian e la città dei mille pianeti, Ofelia - Amore e morte, The Informer - Tre secondi per sopravvivere, Gemini Man, The Song of Names - La musica della memoria, Guida romantica a posti perduti, La storia di Lisey, A Murder at the End of the World
- Francesco Pannofino in Gosford Park, Amore senza confini, Closer, The International
- Luca Ward in La moglie di un uomo ricco
- Alberto Bognanni in Il colpo - Analisi di una rapina
- Massimiliano Manfredi in Pollice verde
- Roberto Pedicini in The Hire
- Danilo De Girolamo in The Bourne Identity
- Alessandro D'Errico in I'll Sleep When I'm Dead
- Tonino Accolla in La Pantera Rosa
- Stefano Benassi in Shoot 'Em Up - Spara o muori!
- Gianluca Tusco in Blood Ties - La legge del sangue
- Massimo Rossi in Words and Pictures
- Francesco Prando in Anon
- Massimo Triggiani in Bent (doppiaggio tardivo)